# Photo-élicitation
La photo-élicitation est une méthode d'entretien utilisée dans la recherche qui incorpore des photographies dans les entretiens. La méthode est participative et est utilisée dans différents domaines de recherche tels que la sociologie visuelle, la recherche marketing et la santé publique. Dans cette méthode, les images sont utilisées pour susciter et guider des entretiens approfondis et pour susciter des réactions de la part du participant à l'entretien. Les types d'images utilisés comprennent, entre autres, des photographies, des vidéos, des peintures, des dessins animés, des graffitis et de la publicité. Soit l'intervieweur, soit le sujet peut fournir les images.

## Objectif
L’objectif des entretiens de photo-élicitation est d’enregistrer la manière dont les sujets réagissent aux images, en attribuant leurs significations et valeurs sociales et personnelles, et de permettre à l’entretien d’être davantage dirigé par le participant. Les significations et les émotions suscitées peuvent différer ou compléter celles obtenues par une enquête verbale stricte. Les régions du cerveau qui traitent les informations visuelles sont plus anciennes sur le plan de l’évolution et du développement que les parties qui traitent les informations verbales.

## Description
Les images visuelles peuvent évoquer une compréhension emphatique de la façon dont les autres vivent leur monde. La photo-élicitation est utilisée avec succès dans diverses études et est courante dans la recherche participative auprès de jeunes enfants et de communautés marginalisées.
La photo-élicitation est unique à l'intervieweur ainsi qu'au sujet. Lorsqu’une photographie est prise, elle a un sens pour l’intervieweur, formé en partie par le contexte de l’image. Pour un autre intervieweur, la même photographie peut illustrer un concept similaire, mais deux intervieweurs n’auront jamais exactement la même réaction initiale face à une image.
Il s’agit d’une méthode idéale de recherche qualitative pour ceux qui sont naturellement des apprenants visuels. De plus, notre cerveau traite les visuels différemment de la communication verbale. Ainsi, les photographies peuvent également contribuer à atténuer certaines angoisses sociales qui surgissent lorsqu’on aborde des « sujets émotionnels difficiles », comme la maladie, la mort, la pauvreté, etc.
Beaucoup remettent encore en question la photo-élicitation en tant que méthode de recherche, affirmant que les photographies prises lors d'expériences sociales sont mieux connues comme art que comme recherche. Mais certains sous-ensembles de données peuvent être produits lorsque l’intervieweur et le sujet collaborent pour créer une image difficile à capturer par d’autres moyens traditionnels de collecte de données. Sans ces sous-ensembles, parfois même les conclusions les plus importantes de la recherche sont vides de sens lorsqu’il s’agit d’émotions et d’expressions humaines.

### Liens connexes
- Étude de marché
- Sociologie visuelle
- Anthropologie visuelle
- Communication visuelle